# Trevor Marsicano
Trevor Marsicano (* 5. dubna 1989 Schenectady, New York) je bývalý americký rychlobruslař.
V roce 2007 získal bronzovou medaili ve víceboji na Mistrovství světa juniorů, téhož roku také debutoval na seniorském světovém šampionátu. Na podzim 2007 poprvé nastoupil do závodů Světového poháru. Na Mistrovství světa juniorů 2008 byl členem amerického týmu, který ve stíhacím závodě družstev vybojoval bronz. V roce 2009 se na MS ve víceboji umístil pátý, největších úspěchů dosáhl na Mistrovství světa na jednotlivých tratích. Na této akci získal zlato ze závodu na 1000 m, stříbro z patnáctistovky a bronz z pětikilometrové distance a ze závodů družstev. Startoval na Zimních olympijských hrách 2010, kde se umístil nejlépe desátý (1000 m), dále byl patnáctý (1500 m) a čtrnáctý (5000 m), avšak ze stíhacího závodu družstev si s americkým týmem odvezl stříbro. Na MS 2011 získal zlato v závodě družstev, následující tři sezóny nicméně ukončil již v prosinci, resp. listopadu. Poslední mezinárodní závody absolvoval v prosinci 2013 v rámci Světového poháru, další dvě sezóny vůbec nezávodil. Od prosince 2016 do ledna 2018 se objevoval na amerických závodech, poté definitivně ukončil sportovní kariéru.